# Jörg Birkenkötter
Jörg Birkenkötter (* 19. Mai 1963 in Dortmund) ist ein deutscher Komponist und Hochschullehrer.

## Leben
Birkenkötter studierte Komposition bei Nicolaus A. Huber und Klavier bei Catherine Vickers an der Folkwang Hochschule in Essen und im Aufbaustudium Komposition bei Helmut Lachenmann an der Musikhochschule Stuttgart.
Nach verschiedenen Lehraufträgen hatte er 2002 eine Vertretungsprofessur für Komposition an der Musikhochschule Frankfurt am Main inne, 2005/06 eine Gastprofessur an der Hansei Universität und die Leitung einer Meisterklasse Komposition an der Yonsei-Universität in Seoul, Korea. Seit 2011 ist er Professor für Komposition an der Hochschule für Künste Bremen.
Seit 1986 ist er mit der Pianistin Hwa-Kyung Yim verheiratet.

## Werk
Birkenkötter komponiert überwiegend Orchester- und Kammermusik, Vokalwerke nehmen nur einen kleinen Raum ein. Seine Werke lassen sich „als ein immer wieder neues Angebot zur Reflexion“ verstehen. Bewusst in der Tradition der europäischen Kunstmusik stehend verbindet er diese Tradition mit dem erweiterten Klangspektrum aktueller Musik. Prägend für sein Schaffen ist „jener integrative, Zusammenhänge neu stiftende Zug“.

## Auszeichnungen
- 1990: Förderpreis des Landes Nordrhein-Westfalen für junge Künstlerinnen und Künstler
- 1992: Kompositionspreis der Stiftung Gaudeamus
- 1992: Busoni-Kompositionspreis der Akademie der Künste, Berlin
- 1994: Schneider-Schott-Musikpreis Mainz (gemeinsam mit Hanspeter Kyburz)
- 1994: Stipendium der Deutschen Akademie Villa Massimo[3]